# Sentimental Journey
A Sentimental Journey 1944-ben kiadott dal. A dallam szerzői: Les Brown és Ben Homer, a dalszöveget Bud Green írta.
Les Brown és a Band of Reown előadta ugyan a dalt, de a zenészek 1942–44-es sztrájkja miatt nem tudták felvenni. Amikor a sztrájk véget ért, az együttes Doris Day énekessel felvette a dalt a Columbia Records számára. 1945-ben a dal slágerlemez lett. A lemez megjelenése egybeesett a második világháború európai végetérésével, és sok veterán számára a hazatérés dala lett. A felvétel felkerült a Billboard slágerlistájára, és 23 hétig tartotta az 1. helyet.
A dal később dzsessz-sztenderddé vált.

## Híres felvételek
- Doris Day
- Frank Sinatra
- Rosemary Clooney
- Harry James
- Les Brown
- Ella Fitzgerald
- Ringo Starr
- Julie London
- Cliff Richard
- Ted Hearh
- Dinah Shore
- Gunhild Carling
- The Glenn Miller Orchestra
- The Platters
- Conway Twitty
- Louis Prima
- Ralph Marterie
- Mina
- Harpers Bizarre
- Dave Dudley
- Nellie McKay
- Amy Winehouse
- Bob Dylan
- Bruce Springsteen
- Renee Olstead
- Frank Chachfield
- Jackie McLean
- Woody Herman
- Ruth Brown
- Jackie McLean

## Zovábbi információk
- Doris Day